# Малишевський Ігор Юрійович
І́гор Ю́рійович Малише́вський (18 січня 1936 , Київ  — 15 травня 2015 , Київ ) — український письменник, драматург та журналіст. Заступник головного редактора журналу «Вітчизна». Лауреат Шевченківської премії (1978).

## Життєпис
Народився в Києві. 1959 року закінчив факультет журналістики КДУ ім. Т. Шевченка.
02.1959—04.1962 — редактор, старший редактор, коментатор управління мовлення на закордон Комітету радіомовлення і телебачення УРСР.
04.1962—12.1964 — завідувач відділу нарису й публіцистики.
12.1964—02.1988 — відповідальний секретар редакції журналу «Вітчизна».
Член НСЖУ; член НСКУ з 1975 р.
Діти:
- Тетяна Малишевська — художник-графік.
- Олена Малишевська — поетеса.

## Творчість

### Кінематограф
За його сценаріями на різних студіях України створено понад шість десятків фільмів. Більшість із них кінодокументалістика. Серед найвідоміших — півторагодинна епопея про визволення України від гітлерівців «Вогненний шлях». Свого часу її показували в ООН.
«Чорнобиль. Хроніка важких тижнів» здобув десять Гран-прі міжнародних фестивалів і придбаний на кіноринках 135-ма країнами світу.
На Міжнародному кінофестивалі в Кракові літературну основу документальної короткометражки «Вісім тактів забутої музики» про оркестр із в'язнів Янівського концтабору у Львові журі визнало найкращим сценарієм і нагородило автора призом «Бронзовий дракон».
Повнометражний фільм за його сценарієм «Україна — земля незалежна» зроблено за океаном, у Лос-Анджелесі, на студії FFI. Стрічку придбали Бібліотека Конгресу та Всесвітнє географічне товариство.
Автор документальних фільмів:
- «Я, партизан України» (1971)
- «Ймовірність Сильвестрова» (1974)
- «Крила Перемоги» (1972)
- «Битва за Київ» (1973)
- «Вогненний шлях» (1974, співавтор)
- «Вісім тактів забутої музики» (1982)
- «Чорнобиль. Хроніка важких тижнів» (1986)
- «Від Кулунди до Чорнобиля» (1988)
- «Чому?» (1994)
- «Україна — земля незалежна» (FFI, Лос-Анжелес, 1993)
- «Під чужим ім'ям» (1999)
- телефільму «За рік до Перемоги» (1985).

Останні роки життя у співдружності з режисером, народним артистом України Борисом Савченком здійснював (разом із Національним космічним агентством України) великий проект — документально-публіцистичний серіал «Космос в особах». Було створено фільми-портрети «Під чужим ім'ям» про Ю. Кондратюка, «Зоряний капітан» про головного конструктора систем управління ракет харків'янина академіка В. Сергєєва, «Той самий Макаров» про легендарного директора «Південмашу».
За доби Незалежності написав яскравий авторський текст до трисерійного фільму про Розстріляне відродження «Червоний ренесанс». До 80-ліття Інституту біохімії імені О. Палладіна створено фільм «Шифри життя». У Будинку кіно відбулася прем'єра п'ятого фільму серіалу «Космос в особах» — двосерійного «Михайло Янгель. Доля». У ньому зображено психологічний портрет головного конструктора, двічі академіка.

## Причетність до репресій
Письменник-дисидент Микола Руденко поділився спогадами про Ігоря Малишевського у своїй книзі «Найбільше диво — життя. Спогади». Під час партзборів у журналі «Вітчизна» Руденка одноголосно виключили з партії, що на той час фактично передувало арешту. «Засідання парткому Спілки, якому належало затвердити рішення партійних зборів (парткому журналу „Вітчизна“) розпочалося виступом Ігоря Малишевського…Розписував мене найтемнішими фарбами — я мав постати перед членами парткому як свідомий ворог радянської держави, людина вкрай аморальна й підступна».

## Відзнаки
- Лауреат Державної премії України ім. Т.Шевченка (1978);
- Заслужений журналіст УРСР (1983);
- Почесна Грамота Президії Верховної Ради України; лауреат Республіканської премії ім. Я.Галана (1975),
- лауреат міжнародних кінофестивалів;
- медаль ім. Ю. Кондратюка (1999).
- Національне космічне агентство й Федерація космонавтики України в 1999 р. відзначили Ігоря Малишевського почесною нагородою в складі кіногрупи — за створення документально-публіцистичного фільму «Під чужим ім'ям» про трагічну долю одного з піонерів космонавтики, автора місячної траси Юрія Кондратюка.